# Aulacaspis buteae
Aulacaspis buteae är en insektsart som beskrevs av Takahashi 1942. Aulacaspis buteae ingår i släktet Aulacaspis och familjen pansarsköldlöss.
Artens utbredningsområde är Thailand. Inga underarter finns listade i Catalogue of Life.